# Persisches Alphabet
Das Persische Alphabet, im Persischen nach den beiden ersten Buchstaben alef-bā genannt, dient der graphischen Präsentation des Neupersischen, einer indogermanischen Sprache, und besteht aus insgesamt 32 Buchstaben. Das Alphabet ist eine modifizierte Form des arabischen Alphabets: Das arabische Grundalphabet wurde um vier Buchstaben erweitert, außerdem wurde die Schreibweise zweier Buchstaben leicht verändert.
Das arabische Alphabet wurde ab 642 n. Chr. nach der islamischen Expansion in Khorasan (heute Afghanistan, Nordost-Iran und Usbekistan) eingeführt und unter den Samanidenherrschern im 9. Jahrhundert an den persischen Sprachgebrauch angepasst. Von dort aus verbreitete es sich über den gesamten persischen Sprachraum. Vor der Adaption des arabischen Alphabetes wurde für das Mittelpersische meist die irreführenderweise als „Pahlavi“ bezeichnete Kursivform der aramäischen Schrift verwendet, für religiöse Zwecke und das Avestische auch die avestische Schrift, die jedoch ebenfalls auf der aramäischen Schrift basiert.

## Die Buchstaben des persischen Alphabets
Das persische Alphabet schreibt sich wie das arabische von rechts nach links, kurze Vokale (ehemals e, a und o) werden entweder gar nicht ausgeschrieben oder lediglich durch aus dem Arabischen entlehnte Diakritika angezeigt. Die Schreibweise der Buchstaben ändert sich abhängig von der Stellung im Wort: initial (nach links verbunden), medial (beidseitig verbunden), final (von rechts verbunden) oder isoliert. Die beschriebene Aussprache bezieht sich auf modernes Teheraner Persisch, Aussprachen in anderen Regionen und Ländern sind zum Teil stark abweichend.
| Name            | DMG                  | Junker/Alavi       | Aussprache                                                                                               | Lautschrift | Final | Medial | Initial | Isoliert | Anmerkungen | Unicode                              |
| --------------- | -------------------- | ------------------ | --- | ----------- | ----- | ------ | ------- | -------- | --- | ------------------------------------ |
| Alef *          | ā, a (mit Hamze: ʾ ) | ā, a (mit Hamze: ) | langes offenes a, am Wortanfang oder wenn Hamzeträger mit Knacklaut                                      | [ɒ; ʔ]      | ﺎ     | ﺎ      | ا       | ا        | Der Knacklaut (‘ als scharfer Absatz am Wortanfang oder ’ als sanfter Absatz im Wortinneren) wird nur transkribiert, wenn Alef im Wortinneren Hamzeträger ist (betrifft arabische Lehnwörter). | U+0622 (Alef-e maddī), U+0627 (Alef) |
| Be/Bā           | b                    | b                  | b | [⁠b⁠]         | ﺐ     | ﺒ      | ﺑ       | ﺏ        | | U+0628                               |
| Pe              | p                    | p                  | p | [⁠p⁠]         | ﭗ     | ﭙ      | ﭘ       | پ        | im arabischen Grundalphabet nicht enthalten | U+067E                               |
| Te              | t                    | t                  | t | [⁠t⁠]         | ﺖ     | ﺘ      | ﺗ       | ﺕ        | | U+062A                               |
| Se              | s̱                    | s                  | stimmloses s. Hartes, „scharfes“ s (ß).                                                                  | [⁠s⁠]         | ﺚ     | ﺜ      | ﺛ       | ﺙ        | weist auf ein arabisches Lehnwort hin | U+062B                               |
| Dschim          | ǧ                    | ǧ                  | dsch, wie j in Englisch James.                                                                           | [⁠dʒ⁠]        | ﺞ     | ﺠ      | ﺟ       | ﺝ        | | U+062C                               |
| Tsche/Tschim    | č                    | č                  | tsch, wie ch in Englisch Churchill                                                                       | [⁠tʃ⁠]        | ﭻ     | ﭽ      | ﭼ       | ﭺ        | im arabischen Grundalphabet nicht enthalten | U+0686                               |
| He-ye Dschimi   | ḥ                    | h                  | h | [⁠h⁠]         | ﺢ     | ﺤ      | ﺣ       | ﺡ        | weist auf ein arabisches Lehnwort hin | U+062D                               |
| Che             | ḫ                    | x                  | ch, rau wie in Bach                                                                                      | [⁠x⁠]         | ﺦ     | ﺨ      | ﺧ       | ﺥ        | | U+062E                               |
| Dāl *           | d                    | d                  | d | [⁠d⁠]         | ﺪ     | ﺪ      | ﺩ       | ﺩ        | | U+062F                               |
| Sāl/Zāl *       | ẕ                    | z                  | stimmhaftes s. Weich wie im deutschen Wort Rose                                                          | [⁠z⁠]         | ﺬ     | ﺬ      | ﺫ       | ﺫ        | | U+0630                               |
| Re *            | r                    | r                  | gerolltes r mit einem Zungenschlag                                                                       | [⁠r⁠]         | ﺮ     | ﺮ      | ﺭ       | ﺭ        | | U+0631                               |
| Ze *            | z                    | z                  | stimmhaftes s                                                                                            | [⁠z⁠]         | ﺰ     | ﺰ      | ﺯ       | ﺯ        | | U+0632                               |
| Že *            | ž                    | ž                  | j wie in Journal („weiches“ sch)                                                                         | [⁠ʒ⁠]         | ﮋ     | ﮋ      | ژ       | ژ        | im arabischen Grundalphabet nicht enthalten | U+0698                               |
| Sīn             | s                    | s                  | stimmloses s                                                                                             | [⁠s⁠]         | ﺲ     | ﺴ      | ﺳ       | ﺱ        | | U+0633                               |
| Schīn           | š                    | š                  | sch | [⁠ʃ⁠]         | ﺶ     | ﺸ      | ﺷ       | ﺵ        | | U+0634                               |
| Sād             | ṣ                    | s                  | stimmloses s                                                                                             | [⁠s⁠]         | ﺺ     | ﺼ      | ﺻ       | ﺹ        | | U+0635                               |
| Zād             | ż                    | z                  | stimmhaftes s                                                                                            | [⁠z⁠]         | ﺾ     | ﻀ      | ﺿ       | ﺽ        | weist auf ein arabisches Lehnwort hin | U+0636                               |
| Tā/Tejn         | ṭ                    | t                  | t | [⁠t⁠]         | ﻂ     | ﻄ      | ﻃ       | ﻁ        | weist auch auf ein Lehnwort aus anderen Sprachen hin | U+0637                               |
| Zā/Zejn         | ẓ                    | z                  | stimmhaftes s                                                                                            | [⁠z⁠]         | ﻆ     | ﻈ      | ﻇ       | ﻅ        | weist auf ein arabisches Lehnwort hin | U+0638                               |
| Eyn/Ejn         | ʿ                    | ʿ                  | Knacklaut, gesprochen wie Hamze                                                                          | [ ʔ]        | ﻊ     | ﻌ      | ﻋ       | ﻉ        | weist auf ein arabisches Lehnwort hin | U+0639                               |
| Gheyn/Ġejn      | ġ                    | ġ                  | ähnlich dem dt. Gaumen-r bzw. einem tief im Rachen gesprochenen gh, am Wortanfang etwas härter           | [ɣ;ɢ]       | ﻎ     | ﻐ      | ﻏ       | ﻍ        | | U+063A                               |
| Fe              | f                    | f                  | f | [⁠f⁠]         | ﻒ     | ﻔ      | ﻓ       | ﻑ        | | U+0641                               |
| Qāf             | q                    | ġ                  | ähnlich dem dt. Gaumen-r, am Wortanfang etwas härter                                                     | [ɣ;ɢ]       | ﻖ     | ﻘ      | ﻗ       | ﻕ        | | U+0642                               |
| Kāf             | k                    | k                  | k | [⁠k⁠]         | ﮏ     | ﮑ      | ﮐ       | ک        | vom Arabischen abweichende Schreibweise | U+0643                               |
| Gāf             | g                    | g                  | g | [⁠g⁠]         | ﮓ     | ﮕ      | ﮔ       | گ        | im arabischen Grundalphabet nicht enthalten | U+06AF                               |
| Lām             | l                    | l                  | l | [⁠l⁠]         | ﻞ     | ﻠ      | ﻟ       | ﻝ        | | U+0644                               |
| Mīm             | m                    | m                  | m | [⁠m⁠]         | ﻢ     | ﻤ      | ﻣ       | ﻡ        | | U+0645                               |
| Nūn             | n                    | n                  | n | [⁠n⁠]         | ﻦ     | ﻨ      | ﻧ       | ﻥ        | | U+0646                               |
| Wāw *           | v, ū, ou             | w, u, ou           | ähnlich w, u, ou, seltener o                                                                             | [v, oʊ, u]  | ﻮ     | ﻮ      | و       | و        | | U+0648                               |
| He Do Tscheschm | h                    | h                  | h (im Persischen immer gesprochen und nicht wie im Deutschen als Dehnzeichen verwendet), e (am Wortende) | [⁠h⁠]         | ﻪ     | ﻬ      | ﻫ       | ﻩ        | | U+0647                               |
| Ye/Yā           | y, ī                 | j, i, ej           | j, i, auch ej                                                                                            | [j,i,ej]    | ﯽ     | ﯿ      | ﯾ       | ﯼ        | | U+06CC                               |

* Sieben Buchstaben können nicht nach links verbunden werden, so dass jeweils die initiale und isolierte sowie die mediale und finale Form übereinstimmen.
Der Buchstabe He Do Tscheschm (ـه/ه) kann am Wortende den Vokal e bzw. a bezeichnen, um Homographe zu vermeiden: bspw. نامه (nāme) Brief, Schriftstück und نام (nām) Name. Dieses Phänomen wird als های غیر ملفوظ, DMG hā-ye ġeyr-e malfūẓ, ‚stummes H‘ bezeichnet.
Im nichtwissenschaftlichen Gebrauch werden ungebräuchliche, besonders diakritische Zeichen der wissenschaftlichen Transkriptionen meist durch einfacher zu tippende Buchstaben ersetzt: ġ wird zu gh, ḫ/x zu ch, č zu tsch, ǧ zu dsch, ž zu j oder zh. In englischen nichtwissenschaftlichen Umschriften gibt es Abweichungen, dort wird kh statt ch, j statt dsch, ch statt tsch geschrieben. Da im deutschen Sprachraum für die Lautwiedergabe sowohl deutsche als auch englische Transkriptionsweisen nebeneinander verwendet werden, führen deren Abweichungen oft zu Uneindeutigkeiten. Deshalb wurde frühzeitig eine wissenschaftliche, weitgehend präzise Umschrift von der Deutschen Morgenländischen Gesellschaft entwickelt.

## Buchstabenkombinationen
| Zeichenkombination | Lautbeschreibung                         | Phonetische Umschrift | Beispiel Persisch (mit Übersetzung)                |
| ------------------ | ---------------------------------------- | --------------------- | -------------------------------------------------- |
| ای                 | betontes, geschlossenes (i), initial     | [iː]                  | ایران (Irān)                                       |
| او                 | betontes, geschlossenes (u) wie in „nun“ | [uː]                  | او (u – er, sie, es)                               |
| خوی ،خوا           | chā, chi (das و ist hier stumm)          | [xɑː], [xiː]          | خواهر (chāhar – Schwester); خویش (chisch – selbst) |
| لا                 | Kombination von Lām und Alef zu (lā)     | [lɑː]                 | بالا (bālā – oben)                                 |

## Abweichungen vom arabischen Alphabet
Die Schreibweise zweier Buchstaben unterscheidet sich etwas vom Arabischen: In der isolierten Form des Kāf (ک) wird im Gegensatz zur arabischen Schreibweise ك üblicherweise kein kleines Kāf in den Buchstaben eingesetzt. Außerdem werden in der isolierten Form des Ye ى die beiden Punkte der arabischen Variante ي weggelassen. Das persische Ye ist damit in der finalen Form mit dem arabischen Buchstaben Alif maqsūra identisch. Da dieser Buchstabe auch in arabischen Lehnwörtern des Persischen auftritt, kommt es dadurch zu Uneindeutigkeiten.
Die Buchstaben Pe (پ), Tsche (چ), Že (ژ) und Gāf (گ) wurden dem arabischen Grundalphabet hinzugefügt, da die entsprechenden Phoneme nur im Persischen, nicht aber im Arabischen vorkommen.
Im Gegensatz zum arabischen Alphabet, wo jedes Zeichen ein eigenes Phonem vertritt, finden sich im Persischen verschiedene Zeichen auch für gleiche Laute.

## Sonderzeichen
Eine Reihe von Sonderzeichen wurden aus dem Arabischen übernommen: Das Taschdīd zeigt eine Konsonantverdoppelung an und die über ein Alef gesetzten Doppelstriche (Tanwin des unbestimmten arabischen Akkusativs) dienen zur Präsentation der Lautkombination an, wie in لطفاً loṭfan (loṭfan). Das Hamze über dem Endungs-He (ـهٔ) hingegen ist eine persische „Erfindung“, die auf eine nachfolgende, eżāfe genannte Verbindung des Bezugswortes mit seinem Attribut hinweist (Aussprache: ye). Historisch handelt es sich hierbei um die stilisierte Form eines hochgestellten Ye (ى).

## Satzzeichen
Traditionell existieren in den Sprachen, die das arabische Alphabet benutzen, keine Satzzeichen außer dem Punkt (persisch نقطه, DMG noqṭe, ‚Punkt‘, aus arabisch نقطة, DMG nuqṭa ‚Punkt‘). Dies gilt dementsprechend auch für das Persische. Im Zuge übernommener Schreibgewohnheiten aus westlichen Sprachen wurden seit Beginn des 20. Jahrhunderts zusätzliche Satzzeichen, wie das Komma (persisch ویرگول, DMG wīrgūl, ‚Komma‘; vom französischen virgule) in seiner auf den Kopf gestellten Form ⟨ ، ⟩ oder der sehr selten benutzte Strichpunkt (persisch نقطه و ویرگول, DMG noqte wa wīrgūl, ‚Punkt und Komma‘) in seiner auf den Kopf gestellten Form ⟨ ؛ ⟩ eingeführt. Ebenso wurden das „Fragezeichen“ (persisch علامت سؤال, DMG ‘alāmat-e so’āl) in seiner spiegelverkehrten Form ⟨ ؟ ⟩ sowie das „Ausrufezeichen“ (persisch علامت تعجب, DMG ‘alāmat-e ta‘aǧǧob, ‚Zeichen des Erstaunens‘) in derselben Form ⟨ ! ⟩ aus der Lateinschrift übernommen und deren Bedeutung ins Persische übertragen.
Während Frage- und Ausrufezeichen wie im Deutschen eingesetzt werden, gilt diese Regelung für das Komma nur eingeschränkt: Da in der persischen Orthografie die Vokalzeichen (Fatḥe, Kasre, Żamme) nur selten benutzt und die Verbindungen von Bezugswort und Attribut sowie Genitivverbindungen (Kasre-ye eżāfe) in der Schrift im Allgemeinen nicht angezeigt werden, wird Komma durchaus auch zwischen ein scheinbares Wortpaar gesetzt, um dessen etwaigen missverständlichen Bezug zu unterbinden.
Grundsätzlich gilt für das Persische, dass kein ausgeprägtes Regelwerk für das Setzen von Satzzeichen existiert, das etwa dem Deutschen entspräche, so dass Satzzeichen durchaus häufig weggelassen werden.

## Ziffern
Die graphische Darstellung der Ziffern deckt sich weitgehend mit der arabischen, lediglich die Symbole für 4, 5 und 6 sind etwas abgewandelt. Diese Ziffern werden in persischen Schriften in Iran, Afghanistan, Pakistan und Indien verwendet.
| 0    | 1   | 2  | 3  | 4        | 5       | 6       | 7    | 8      | 9   | 10  |
| ۰    | ۱   | ۲  | ۳  | ۴        | ۵       | ۶       | ۷    | ۸      | ۹   | ۱۰  |
| sefr | jek | do | se | tschahār | pandsch | schesch | haft | hascht | noh | dah |

Den Buchstaben kann – ähnlich wie bei der Römischen Zahlschrift – ein Zahlenwert zugeordnet werden. So steht beispielsweise der erste Buchstabe (alef) für 1, der fünfte für 500 und der dreizehnte für 7.

## Verwendung in anderen Sprachen
Viele Sprachen, die ebenfalls ein modifiziertes arabisches Alphabet benutzen oder benutzten, haben nicht unmittelbar das arabische, sondern das persische Alphabet übernommen und dieses meist wiederum leicht abgeändert. Die zusätzlichen persischen Buchstaben und die etwas abweichenden Verwendungen einiger Buchstaben haben damit auch Eingang in andere Sprachen gefunden. Beispiele sind die arabisch-basierten Schriften der Paschtunischen Sprache, des Urdu, indischer Sprachen wie Sindhi und Panjabi, des Osmanischen, des Sorani-Kurdischen sowie zentralasiatischer Turksprachen wie Kasachisch, Turkmenisch, Kirgisisch, Usbekisch und Uigur.
Andere Sprachen außerhalb des persischen Einflussbereiches wie die Jawischrift des Malaiischen und afrikanische Sprachen haben hingegen eigene modifizierte Schriftzeichen für die dem Arabischen fremden Phoneme entwickelt.